# Ибраимов, Вели
Вели́ Ибраи́мов (крымскотат. Veli İbraimov, Вели Ибраимов; 1888 — 9 мая 1928) — крымскотатарский общественно-политический и государственный деятель, член ВКП(б) с 1918 года, председатель ЦИК Крымской АССР (1924—1928). В 1928 году был осуждён по обвинению в совершении уголовного преступления, приговорён к высшей мере наказания. 3 мая 1990 года реабилитирован прокуратурой Крымской области. Постановлением Президиума Верховного Суда РСФСР от 20 июня 1990 года приговор отменён, дело прекращено за недоказанностью обвинения.

## Биография
Родился в 1888 году в Бахчисарае. Его отец Ибраим был коммерсантом, а дед Мемет — крестьянином из Озенбаша . 
В школе учился до 12 лет. Затем работал грузчиком, кассиром, наборщиком в типографии. Будучи 14-летним подростком стал работать вместе со своим братом Умером в наборном цехе газеты «Терджиман» («Переводчик»). 6 часов в день братья работали, а 2 часа главный редактор газеты Исмаил Гаспринский давал им бесплатные уроки истории и культуры крымскотатарского народа, языка, литературы, а затем русского, французского, турецкого и арабского языков. 
В 18 лет он уже сам печатал свои статьи в «Терджимане». Работая в газетах «Ватан хадими» («Слуга Отечества») и «Терджиман» Вели приобщился к национальным идеям, познакомившись с Абдурешидом Медиевым, Номаном Челебиджиханом, Асаном Сабри Айвазовым, Аметом Озенбашлы, Джафером Сейдаметом.
Принял участие в Первой русской революции. В 1909—1912 годы жил в Турции, откуда перебрался в Закавказье и вернулся в Россию.
Имел кофейню в Симферополе.

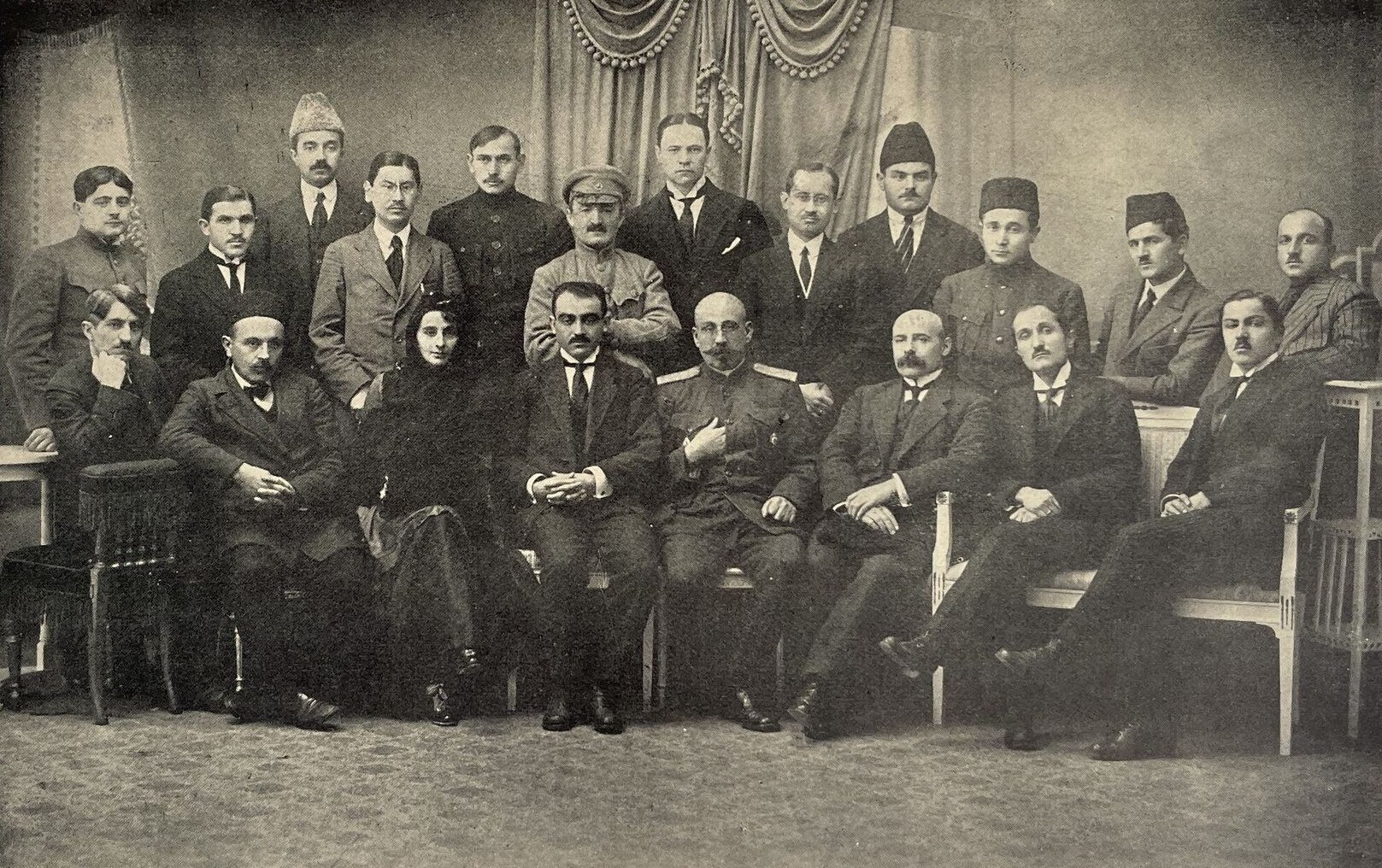
Лидеры крымскотатарского национального движения и общественно-политические деятели. 1919 год. Слева направо сидят: У. В. Балич, С. Мисхорлы, Ш. Гаспринская, Ю. В. Чеменземинли, Альмахсид Цаликов, С.У. Хаттатов, Д. Г. Рустамбеков, А. Озенбашлы; стоят: А. Сеттаров, А. Одабаш, Э. Ф. Гозайдин, Полторжицкий, Казанлы, неизвестный (черкес), А. Кричинский, А. Мухарский, В. Ибраимов, М. Енилеев, Х. Чапчакчи, Б. Одабаш.

До 1914 года был активистом культурно-просветительского общества «Акъмесджит». В 1916 году был избран председателем крымскотатарского рабочего союза. В марте 1917 года участвовал в работе I и II Всекрымских мусульманских съездов, был делегатом Всекрымского мусульманского комитета, в ноябре того же года — I Курултая крымскотатарского народа. Был членом национальной партии «Милли Фирка», оформившейся в ноябре 1917 года.

### Во время Гражданской войны
В 1918 году примкнул к большевикам, вступил в ВКП(б). Со второй половины 1919 года и в 1920 году находился на Кавказском фронте в качестве сотрудника Особого отдела ВЧК.

### После установления советской власти
В 1921—1923 годах в Крыму свирепствовал голод. Ещё в ноябре 1920 года Крымревком сформировал областной продовольственный комитет с чрезвычайными полномочиями по изъятию «излишков продовольствия» у населения. В деревнях были созданы «комитеты бедноты», чья деятельность в значительной мере была направлена на разрушение традиционного крестьянского уклада. В течение декабря 1920 года землю у помещиков конфисковали и передали совхозам, которых предполагалось создать более тысячи. Большая часть земли, переданная совхозам весной 1921 года, осталась необработанной. 
Вели Ибраимов и его сторонники неоднократно обращались к партийному руководству с предложением признать республику голодающим регионом и свернуть здесь продразвёрстку, введённую в декабре 1920 года, но вместо этого вывоз из Крыма запасов зерна и продовольствия (включая семенной запас) лишь увеличился.
Тогда же, весной 1921 года, Крым посетил видный деятель партии большевиков Мирсаид Султан-Галиев. Он обнаружил здесь «ужасный экономический кризис… Продовольственное положение ухудшается изо дня в день. Весь Южный район (потребляющий), населённый преимущественно татарским населением, в настоящее время буквально голодает». По оценке Вели Ибраимова, 76 тысяч из 110 тысяч жертв голода — это «татарское население».
С ноября 1921 года и по август 1924 года Ибраимов занимает пост наркома Рабоче-Крестьянской Инспекции (РКИ) Крымской АССР.
Начало 1922 года было отмечено появлением в Крыму нового органа, координировавшего борьбу с вооружённой контрреволюцией. 30 января 1922 года президиум Крымского областного комитета РКП(б) принял постановление о создании Чрезвычайной тройки по борьбе с бандитизмом, которую возглавил Вели Ибраимов. По инициативе Чрезвычайной тройки на местах были созданы «комиссии», которые население именовало «самосудными комиссиями», так как они зачастую вместо борьбы с бандитизмом расправлялись с голодающей беднотой. 
При Чрезвычайной тройке по борьбе с бандитизмом действовали специальные вооружённые отряды, которым с февраля по июнь 1922 года удалось разгромить 14 крупных вооружённых групп и захватить 280 участников, не считая убитых. Для борьбы с «политическим бандитизмом» Ибраимов также широко использовал переговорный путь и обещания амнистии, что приносило ощутимые результаты.
Одним из ближайших помощников Ибраимова в этот период стал Амет Хайсеров. Бывший штабс-капитан, в 1918 году он воевал против большевиков в рядах крымскотатарских формирований, в 1920 году при Врангеле служил в контрразведке, позднее организовал отряд и ушёл в горы, в 1921 году был амнистирован, стал комендантом отряда, состоявшего при Чрезвычайной тройке. В этот же отряд принимаются и его сообщники. Впоследствии Ибраимов назначил Хайсерова своим личным секретарём, фактически телохранителем.

### В должности председателя КрымЦИКа

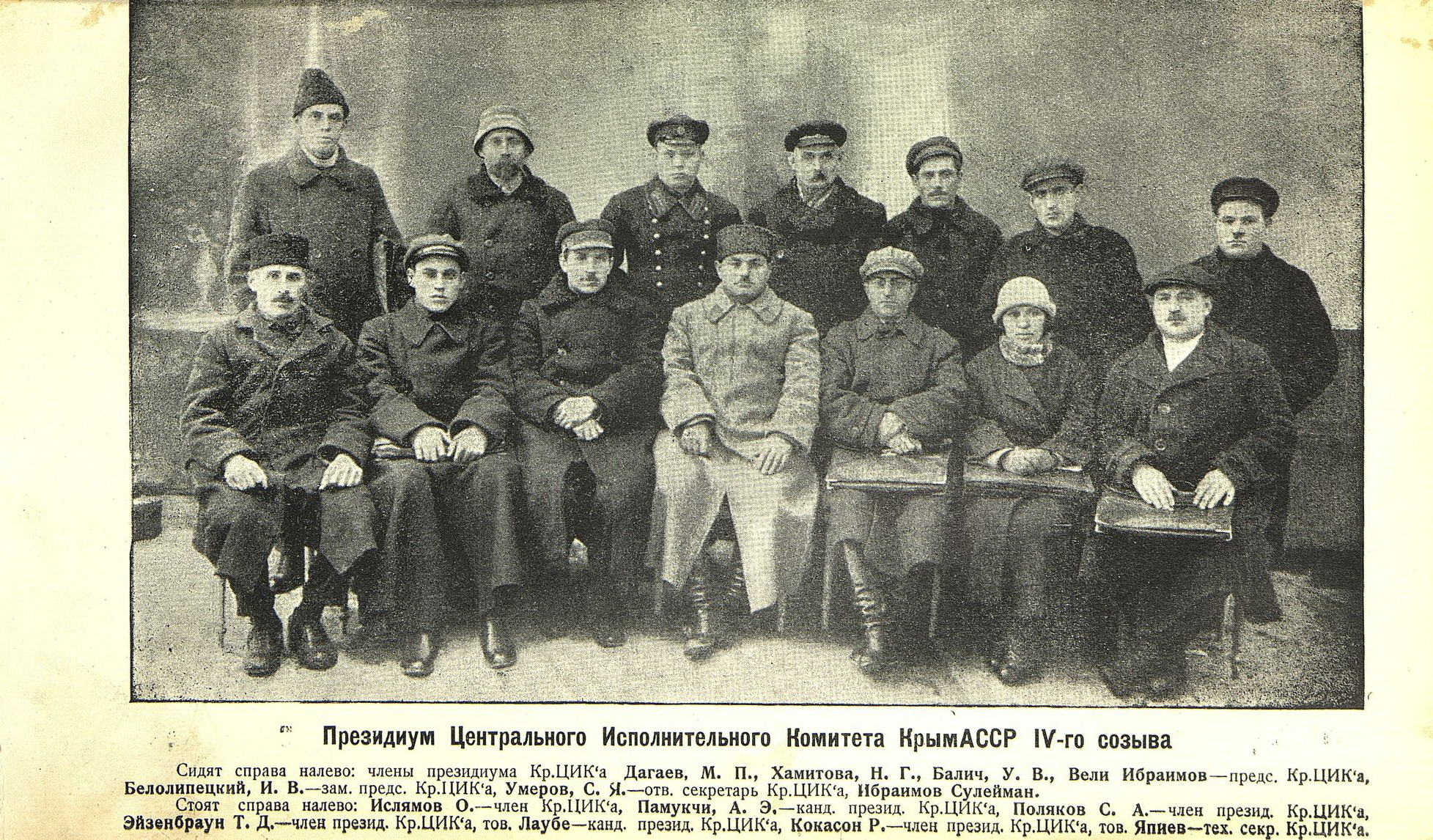
Президиум ЦИК КрАСР IV созыва, 1925 год

В августе 1924 года был назначен председателем ЦИК Крымской АССР.
В этот период особую остроту в Крыму приобрёл земельный вопрос.
Вразрез планам центрального руководства СССР по переселению в Крым и «переходу к сельскому хозяйству» еврейских семей из России, с Украины и из Белоруссии с последующим созданием здесь еврейской национально-территориальной автономии (см. Комзет ), Вели Ибраимов и председатель Крымского правительства Осман Дерен-Айерлы в 1925 году выступили инициаторами проекта реэмиграции крымских татар из Румынии и Болгарии. План был отвергнут союзным руководством, после чего Ибраимов организовал переселение части крымских татар с перенаселённого Южного берега Крыма в крымские степи с наделением их землей. Одновременно в места вербовки евреев отправились его соратники, которые агитировали их не ехать в Крым, так как это может привести к межэтническому дисбалансу в условиях, когда ещё не были устранены последствия массового голода.
Было образовано Крымское общество помощи переселенцам и расселенцам (КОППР). 14 июня 1926 года состоялось первое заседание Пленума КОППРа. На нём было решено оказывать содействие переселению и расселению коренного крестьянского населения внутри Крыма, а также способствовать трудящимся татарам-эмигрантам и их потомкам в возвращении на родину и устройстве на месте. В  Симферополе  располагалось  Центральное  Правление  общества,  которое  возглавлял Председатель ЦИК Крымской АССР Вели Ибраимов, он был прикреплён к Ени-Сальскому  переселенческому  товариществу  Симферопольского  района. Он же возглавил Президиум Организационной комиссии помощи переселенцам горной местности Крыма.
Процесс переселения был сложным. Переселенцы были, в основном, бедняками из горно-лесной части Крыма. Те крестьяне, у которых было порядка 50%
нормы земельного наделения, воздерживались от переселения. Основным районом выхода крестьян крымских татар стал Ялтинский.
Советским руководством, однако, было принято решение о немедленной передаче еврейским переселенцам в Крыму ещё 55 тыс. га земли. Летом 1927 года в Крым была направлена специальная комиссия во главе с инструктором ЦК Иваном Козловым. В Симферополе был проведён объединённый пленум обкома и областной контрольной комиссии ВКП (б), на котором выступивший с докладом глава комиссии ЦК заявил, что землеустроительные работы в Крыму велись с нарушением советского законодательства, и поставил вопрос о необходимости проведения новой земельной реформы и пересмотра норм земельных наделов крестьянских дворов в сторону их уменьшения. В резолюции пленума признавалось «необходимым проводить землеустройство с самого начала, стимулировать земельные переделы самим крестьянством под руководством земельных органов». Против этой резолюции голосовал Вели Ибраимов, который заявил: «Что касается недочётов в землеустройстве, то я считаю, что нормы в Крыму правильны и научно обоснованны, пересмотр же их нужен только в интересах еврейского переселения на полуостров».

### Дело Вели Ибраимова
12 июля 1927 года был убит Ибраим Ариф Чолак, у которого был давний конфликт с Аметом Хайсеровым со времён Гражданской войны. Кроме того Чолак выступал в качестве свидетеля по делу Муслюмовых, при этом Хайсерова пытались включить в процесс в качестве одного из обвиняемых.
За несколько дней до этого Чолак приходил в дом Вели Ибраимова с револьвером в кармане. Хайсеров обезоружил его, ранив рукояткой револьвера по голове. Ворвавшиеся в дом сотрудники ГПУ увели Чолака, он был госпитализирован в больницу следственного изолятора. А 13 июля 1927 года его задушенный труп был обнаружен на пригородной свалке Симферополя.
В его убийстве был заподозрен Вели Ибраимов. Его алиби не подтвердилось. 

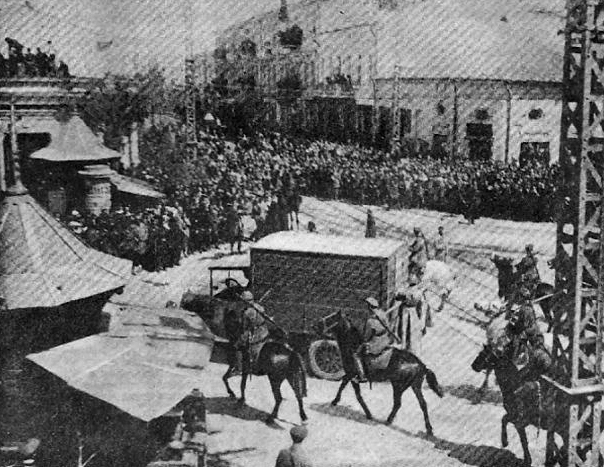
Вели Ибраимова и Мустафу Абдуллу увозят из суда после приговора. 28 апреля 1928 года

В январе 1928 года Вели Ибраимов был исключён из партии, в феврале — арестован. Дело рассматривала выездная сессия Верховного суда РСФСР. Суд прошёл в Симферополе 23 — 28 апреля 1928 года. Подсудимым было предъявлено обвинение по статьям 58-8 (террористический акт), 59-3 (участие в бандитской шайке) и 116 часть 2 (растрата государственных средств). 
Вели Ибраимов и бывший секретарь крымского Общества содействия переселению и расселению татар Мустафа Абдулла были приговорены к высшей мере наказания, ещё девять подсудимых получили тюремные сроки, один — условный срок, трое — оправданы. В ночь на 9 мая 1928 года Ибраимов и Мустафа Абдулла, приговорённые выездной сессией Верховного суда РСФСР к смертной казни, были расстреляны.
Позднее, уже после приведения приговора в исполнение, при рассмотрении положения дел в Крыму на заседании Оргбюро ЦК ВКП (б) Вячеслав Молотов и Станислав Косиор обвинили Ибраимова как агента националистической партии «Милли Фирка», якобы действовавшего в Крыму по её указанию, «выпячивая» национальные интересы в ущерб классовым. Впоследствии получил широкое употребление термин «велиибраимовщина», под которым понималось засорение советского аппарата антисоветскими националистическими элементами, антисоветское перерождение отдельных частей государственного аппарата.
В 1928 году органами ОГПУ было завершено следственное дело № 64513 о «контрреволюционной организации „Милли Фирка“ в Крыму», начатое ещё осенью 1927 года. В обвинительном заключении, в частности, указывалось: «После ликвидации наиболее сильной и авторитетной опоры уголовно-политического бандитизма в Крыму — группы Вели Ибраимова — открылась возможность к проведению дальнейшей углублённой разработки по окончательной ликвидации бандитизма и его корней среди татар в Крыму. В результате этой разработки выявилось существование в Крыму организованного ядра вполне оформленной политической контрреволюционной партии „Милли-Фирка“, сохранившей свой основной костяк с момента своего зарождения в 1917—1918 годах». 17 декабря 1928 года заседание коллегии ОГПУ СССР осудило по этому делу 58 человек из 63 подсудимых, в том числе 11 человек к высшей мере наказания — расстрелу.

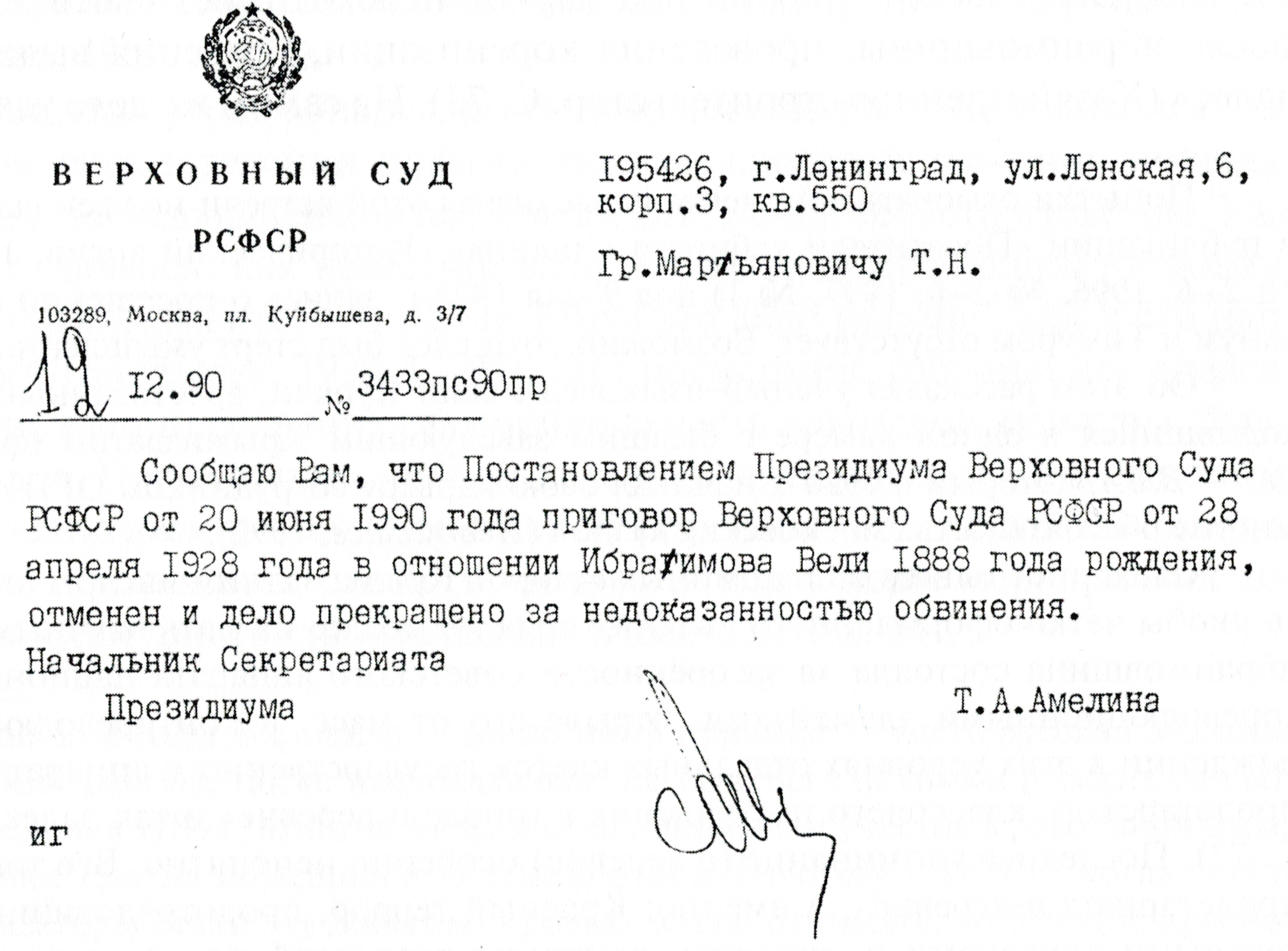
Справка Верховного Суда РСФСР по делу Вели Ибраимова

3 мая 1990 года Вели Ибраимов реабилитирован прокуратурой Крымской области. 
Постановлением Президиума Верховного Суда РСФСР от 20 июня 1990 года приговор Верховного Суда РСФСР от 28 апреля 1928 года отменён, дело прекращено за недоказанностью обвинения.
В 1993 году прокуратурой Одесского военного округа по материалам судебного дела было установлено, что «„Милли Фирка“… какую-либо вооружённую борьбу против существующей власти не вела. Вина осуждённых по данному делу не доказана». На них было распространено действие ст. 1 Закона Украинской ССР «О реабилитации жертв политических репрессий на Украине» от 17 апреля 1991 года, «за отсутствием совокупности доказательств, подтверждающих обоснованность привлечения их к уголовной ответственности».
В 2001 году Эдем Оразлы в книге «Операция „Крымская легенда“» выдвинул версию, согласно которой расправа над Вели Ибраимовым была местью Сталина за то, что в 1922 году Ибраимову удалось уладить мирным путём конфликт между чеченцами и ингушами, с которым сам Сталин как особый уполномоченный на Северном Кавказе не смог справиться.
Ещё одну версию политического преследования выдвинул Нариман Ибадуллаев. Вели Ибраимов, будучи сотрудником ВЧК на Кавказском фронте, получил доступ к архивам жандармского управления Кавказа с материалами об ограблении Тифлисского банка, фигурантами которого были Коба, Камо, Япончик, Котовский[прояснить]. Последние двое погибли при не совсем выясненных обстоятельствах.

## Память
Именем Вели Ибраимова названы улицы в Симферополе, Бахчисарае, Евпатории, Саках, Белогорске, селе Пионерском, селе Фонтаны, селе Новоульяновка.